# Wurzeralmbahn
Wurzeralmbahn – normalnotorowa kolej linowo-terenowa w Austrii (Górna Austria), łącząca Wurzeralm (Bundesstraße) z rozległym siodłem pomiędzy szczytami Wurzer Kampl (1706 m n.p.m.) i Schwarzeck (1537 m n.p.m.) w regionie wypoczynkowym Pyhrn-Priel (Północne Alpy Wapienne).

## Historia
Linia została zaprojektowana i wybudowana w 1978 przez przedsiębiorstwo Waagner-Biro. W 1995 została zmodernizowana przez przedsiębiorstwo Voestalpine i od tego czasu była najszybszą koleją linowo-terenową w Europie. Dysponowała wagonami na 165 osób. Kolejna modernizacja, połączona z wprowadzeniem nowych 140-osobowych wagonów, miała miejsce w 2020. Modernizację przeprowadzono według planów przedsiębiorstwa Voestalpine GmbH.

## Charakterystyka
Linia ma długość 2937 (lub 2938) metrów. Dolna stacja znajduje się na wysokości 804 (lub 808) metrów, a górna na wysokości 1426 (lub 1430) metrów. Przewyższenie wynosi 622 metry. Wagony przemieszczają się z prędkości 10 m/s. Podróż trwa 5 minut i 20 sekund. Przepustowość linii to 1450 osób na godzinę. Operatorem przewozów jest przedsiębiorstwo Hinterstoder-Wurzeralm Bergbahnen AG.

## Otoczenie
W bezpośrednim otoczeniu górnej stacji znajdują się schroniska Wiederlechnerhütte, Naturfreundehaus i Linzer Haus. Na szczyt Frauenkar (1870 m n.p.m.) prowadzi wyciąg Frauenkarlift, a drugi wyciąg na Gammeringsattel (1605 m n.p.m.).